# Machimus senex
Machimus senex är en tvåvingeart som först beskrevs av Christian Rudolph Wilhelm Wiedemann 1820.  Machimus senex ingår i släktet Machimus och familjen rovflugor. Inga underarter finns listade i Catalogue of Life.